# 高宗本
高宗本（1420年—？），字茂卿，北直隸保定府雄縣人，南直隸鎮海衛軍籍，明朝政治人物。進士出身。

## 生平
景泰四年（1453年）癸酉科應天府鄉試第三十五名。景泰五年（1454年）甲戌科會試第三百六名，殿試登進士第二甲第十二名。任監察御史。

## 家族
曾祖父高彥温。祖父高良佐。父亲高以仁。